# Baie Fortune-Cap La Hune
Circonscription électorale provinciale du Canada
Baie Fortune-Cap La Hune (en anglais : Fortune Bay-Cape La Hune) est une circonscription électorale provinciale de la Chambre d'assemblée de la province canadienne de Terre-Neuve-et-Labrador.

## Liste des députés
| Baie Fortune-Cap La Hune |                     |                           |                |             |
| Député                   | Député              | Parti                     | Mandat         | Législature |
|                          | Oliver Langdon (en) | Libéral                   | 1996 - 1999    | 43e         |
|                          | Oliver Langdon (en) | Libéral                   | 1999 - 2003    | 44e         |
|                          | Oliver Langdon (en) | Libéral                   | 2003 - 2007    | 45e         |
|                          | Tracey Perry (en)   | Progressiste-conservateur | 2007 - 2011    | 46e         |
|                          | Tracey Perry (en)   | Progressiste-conservateur | 2011 - 2015    | 47e         |
|                          | Tracey Perry (en)   | Progressiste-conservateur | 2015 - 2019    | 48e         |
|                          | Elvis Loveless (en) | Libéral                   | 2019 - 2021    | 49e         |
|                          | Elvis Loveless (en) | Libéral                   | 2021 - présent | 50e         |